# Títulos nobiliarios del virreinato de la Nueva España
Durante los trescientos años de historia virreinal en la Nueva España, los reyes de España concedieron títulos nobiliarios a personas (vecinos, pobladores y administradores) ligadas a este territorio. Esos titulares fueron importantes personalidades de la sociedad novohispana y el título el reconocimiento regio a los servicios prestados a la Corona, desde grandes conquistas y campañas militares, hasta el desempeño con éxito de responsabilidades gubernamentales y administrativas (virreyes y capitanes generales).
| Fecha de concesión       | Nombre | Concesionario | Virrey | Rey otorgante                                                 |
| ------------------------ | --- | --- | --- | ------------------------------------------------------------- |
| 6 de julio de 1529       | Marquesado del Valle de Oaxaca                                                                                       | Hernán Cortés y Monroy Pizarro y Altamirano | — | Carlos I (1516-1556)                                          |
| 13 de julio de 1609      | Marquesado de Salinas del Río Pisuerga                                                                               | Luis de Velasco y Castilla, virrey de la Nueva España | Luis de Velasco y Castilla (11.º, 1607-1611) | Felipe III (1598-1621)                                        |
| 6 de diciembre de 1616   | Condado de Santiago de Calimaya                                                                                      | Fernando de Altamirano y Velasco, corregidor de México, capitán general de Guatemala y presidente de su Real Audiencia                                                                                     | Diego Fernández de Córdoba (13.º, 1612-1621) | Felipe III (1598-1621)                                        |
| 7 de julio de 1617       | Marquesado de Villamayor de las Ibernías                                                                             | Francisco Pacheco de Córdoba y Bocanegra | Diego Fernández de Córdoba (13.º, 1612-1621) | Felipe III (1598-1621)                                        |
| 24 de febrero de 1627    | Vizcondado de Ilucan                                                                                                 | Pedro Tesifón de Moctezuma y de la Cueva | Rodrigo Pacheco y Osorio (15.º, 1624-1635) | Felipe IV (1621-1665)                                         |
| 29 de marzo de 1627      | Condado del Valle de Orizaba                                                                                         | Rodrigo de Vivero y Aberrucia, capitán general de las Islas Filipinas y de Nueva Vizcaya | Rodrigo Pacheco y Osorio (15.º, 1624-1635) | Felipe IV (1621-1665)                                         |
| 13 de diciembre de 1627  | Condado de Moctezuma (luego Moctezuma de Tultengo) (luego ducado) (Grande de España)                                 | Pedro Tesifón de Moctezuma y de la Cueva | Rodrigo Pacheco y Osorio (15.º, 1624-1635) | Felipe IV (1621-1665)                                         |
| 1 de enero de 1632       | Condado de Peñalva                                                                                                   | Bernardino de Meneses y Bracamonte, gobernador y capitán general de la Isla de La Española, presidente de la Real Audiencia de Santo Domingo, corregidor de Toledo y de León, Caballero de Santiago (1621) | Rodrigo Pacheco y Osorio (15.º, 1624-1635) | Felipe IV (1621-1665)                                         |
| 30 de mayo de 1649       | Condado de Marcel de Peñalba                                                                                         | García de Valdés y Osorio, señor de Marcel de Peñalba, capitán general de Yucatán | Vacante | Felipe IV (1621-1665)                                         |
|                          | Señorío de Tecamachalco                                                                                              | Rodrigo de Vivero y Aberrucia | ? | Carlos II (1665-1700)                                         |
|                          | Marquesado de La Palma                                                                                               | José Alberto Álvarez de Toledo Udaeta | Antonio Sebastián de Toledo Molina y Salazar (25.º, 1664-1673)                                                                                                  | Carlos II (1665-1700)                                         |
| 23 de noviembre de 1682  | Marquesado de San Miguel de Aguayo                                                                                   | Agustín de Echeverz y Subiza, gobernador y capitán general del Nuevo Reino de León, alguacil mayor perpetuo del Reino de Navarra                                                                           | Tomás Antonio de la Cerda y Aragón (28.º, 1680-1686) | Carlos II (1665-1700)                                         |
| 18 de noviembre de 1686  | Condado de Laguna de Términos                                                                                        | Félix Francisco de Layseca Alvarado y Alberro | Melchor Portocarrero Lasso de la Vega (29.º, 1686-1688) | Carlos II (1665-1700)                                         |
| 24 de mayo de 1689       | Condado de Miraflores                                                                                                | Pedro Garastegui y Oleaga | Gaspar de la Cerda Sandoval Silva y Mendoza (30.º, 1688-1696)                                                                                                   | Carlos II (1665-1700)                                         |
| 6 de julio de 1689       | Marquesado de Villar del Águila (antes de la Villa del Villar del Águila)                                            | Juan Jerónimo de Urrutia e Inoriza, alguacil mayor del Tribunal del Santo Oficio de la Inquisición de Nueva España                                                                                         | Gaspar de la Cerda Sandoval Silva y Mendoza (30.º, 1688-1696)                                                                                                   | Carlos II (1665-1700)                                         |
| 24 de julio de 1690      | Marquesado de Valle de la Colina                                                                                     | Diego Madrazo de la Escalera Rueda y Velasco, caballero de la Orden de Calatrava | Gaspar de la Cerda Sandoval Silva y Mendoza (30.º, 1688-1696)                                                                                                   | Carlos II (1665-1700)                                         |
| 25 de agosto de 1690     | Marquesado de Monserrate                                                                                             | Francisco Javier de Vasconcelos y Bravo de Lagunes | Gaspar de la Cerda Sandoval Silva y Mendoza (30.º, 1688-1696)                                                                                                   | Carlos II (1665-1700)                                         |
| 12 de octubre de 1690    | Marquesado de Altamira de Puebla (antes de Altamira)                                                                 | Bartolomé Ortiz de Zuasqueta y Ballesteros, alférez mayor de Puebla, caballero de la Orden de Santiago | Gaspar de la Cerda Sandoval Silva y Mendoza (30.º, 1688-1696)                                                                                                   | Carlos II (1665-1700)                                         |
| 18 de diciembre de 1690  | Condado de Miravalle                                                                                                 | Pedro de Ávalos y Bracamonte, caballero de la Orden de Santiago, canciller de la Santa Cruzada en la Nueva España                                                                                          | Gaspar de la Cerda Sandoval Silva y Mendoza (30.º, 1688-1696)                                                                                                   | Carlos II (1665-1700)                                         |
| 6 de febrero de 1691     | Condado de Santa Rosa                                                                                                | Juan Bravo y Medrano Oñate y Temiño de Velasco, maestre de campo | Gaspar de la Cerda Sandoval Silva y Mendoza (30.º, 1688-1696)                                                                                                   | Carlos II (1665-1700)                                         |
| 6 de marzo de 1691       | Marquesado de Santa Fe de Guardiola                                                                                  | Juan Bartolomé de Padilla Guardiola y Guzmán, caballero de la Orden de Calatrava, capitán general de la Nueva Andalucía, oidor de la Real Audiencia de México                                              | Gaspar de la Cerda Sandoval Silva y Mendoza (30.º, 1688-1696)                                                                                                   | Carlos II (1665-1700)                                         |
| 25 de junio de 1691      | Marquesado de San Román de Ayala (antes de San Jorge)                                                                | Domingo de Retes y Largacha | Gaspar de la Cerda Sandoval Silva y Mendoza (30.º, 1688-1696)                                                                                                   | Carlos II (1665-1700)                                         |
| 9 de junio de 1692       | Condado de Fresno de la Fuente                                                                                       | Matías de Munárriz y Hereña, caballero de la Orden de Alcántara | Gaspar de la Cerda Sandoval Silva y Mendoza (30.º, 1688-1696)                                                                                                   | Carlos II (1665-1700)                                         |
| 10 de febrero de 1696    | Marquesado de Buenavista                                                                                             | Mateo Fernández de Santa Cruz y Guion de Colmenares, caballero de la Orden de Calatrava | Gaspar de la Cerda Sandoval Silva y Mendoza (30.º, 1688-1696)                                                                                                   | Carlos II (1665-1700)                                         |
| 15 de junio de 1699      | Marquesado de Nava de Barcinas                                                                                       | Diego de Vargas Zapata y Luján, caballero de la Orden de Santiago, gobernador y pacificador de Santa Fe | José Sarmiento y Valladares (32.º, 1696-1701) | Carlos II (1665-1700)                                         |
| 29 de octubre de 1699    | Condado de Castelo                                                                                                   | Nicolás de Pardiñas-Villar de Francos y Bañuelos | José Sarmiento y Valladares (32.º, 1696-1701) | Carlos II (1665-1700)                                         |
| 22 de abril de 1704      | Marquesado de Torres de Rada                                                                                         | Francisco Lorenz de Rada Arenaza y Osma, maestre de campo, caballero de la Orden de Santiago, corregidor de Veracruz                                                                                       | Francisco Fernández de la Cueva y de la Cueva (34.º, 1702-1710)                                                                                                 | Felipe V (1700-1724) (1724-1746)                              |
| 22 de abril de 1704      | Marquesado de Villapuente de la Peña                                                                                 | José de la Puente y de la Peña Castejón y Salcines, maestre de campo, caballero de la Orden de Santiago, alcalde ordinario de la Ciudad de México                                                          | Francisco Fernández de la Cueva y de la Cueva (34.º, 1702-1710)                                                                                                 | Felipe V (1700-1724) (1724-1746)                              |
| 23 de diciembre de 1704  | Marquesado de Altamira                                                                                               | Luis Sánchez de Tagle y de la Rasa Ruiz de Igareta y de Barreda, maestre de campo, caballero de la Orden de Alcántara, presidente de la Real Audiencia de México                                           | Francisco Fernández de la Cueva y de la Cueva (34.º, 1702-1710)                                                                                                 | Felipe V (1700-1724) (1724-1746)                              |
| 14 de abril de 1705      | Condado de Lizárraga                                                                                                 | Martín de Ursúa y Arizmendi, caballero de la Orden de Santiago, adelantado de Petén, gobernador y capitán general de Yucatán                                                                               | Francisco Fernández de la Cueva y de la Cueva (34.º, 1702-1710)                                                                                                 | Felipe V (1700-1724) (1724-1746)                              |
| 17 de enero de 1708      | Marquesado de Santa Sabina                                                                                           | Miguel José de Ubilla y Sequera, caballero de la Orden de Santiago, alcalde ordinario de la Ciudad de México                                                                                               | Francisco Fernández de la Cueva y de la Cueva (34.º, 1702-1710)                                                                                                 | Felipe V (1700-1724) (1724-1746)                              |
| 9 de febrero de 1708     | Marquesado de Sierra Nevada                                                                                          | Domingo Ruiz de Tagle y Tagle-Somavia, caballero de la Orden de Alcántara, presidente del Consejo de Indias, general del galeón de Acapulco                                                                | Francisco Fernández de la Cueva y de la Cueva (34.º, 1702-1710)                                                                                                 | Felipe V (1700-1724) (1724-1746)                              |
| 18 de marzo de 1708      | Marquesado de Salvatierra de Peralta (antes de Salvatierra)                                                          | Juan Bautista de Luyando-Bermeo y Camacho-Jaina, caballero de la Orden de Alcántara | Francisco Fernández de la Cueva y de la Cueva (34.º, 1702-1710)                                                                                                 | Felipe V (1700-1724) (1724-1746)                              |
| 17 de abril de 1708      | Ducado de Atrisco (Grande de España)                                                                                 | José Sarmiento de Valladares y Arines-Troncoso, caballero de la Orden de Santiago, gobernador, capitán general y virrey de la Nueva España, presidente del Consejo de Indias                               | Francisco Fernández de la Cueva y de la Cueva (34.º, 1702-1710)                                                                                                 | Felipe V (1700-1724) (1724-1746)                              |
| 17 de abril de 1708      | Señorío de Atrisco                                                                                                   | José Sarmiento de Valladares y Arines-Troncoso | Francisco Fernández de la Cueva y de la Cueva (34.º, 1702-1710)                                                                                                 | Felipe V (1700-1724) (1724-1746)                              |
| 12 de diciembre de 1709  | Marquesado de Casa Torres                                                                                            | Laureano José de Torres Ayala y Quadros, caballero de la Orden de Santiago, gobernador de la Florida y Cuba                                                                                                | Francisco Fernández de la Cueva y de la Cueva (34.º, 1702-1710)                                                                                                 | Felipe V (1700-1724) (1724-1746)                              |
| 26 de marzo de 1710      | Condado de Ledesma de la Fuente                                                                                      | Pedro Antonio de Ledesma y Sanabria | Francisco Fernández de la Cueva y de la Cueva (34.º, 1702-1710)                                                                                                 | Felipe V (1700-1724) (1724-1746)                              |
| 26 de mayo de 1710       | Marquesado de Uluapa                                                                                                 | Diego de Estrada Carvajal y Galindo | Francisco Fernández de la Cueva y de la Cueva (34.º, 1702-1710)                                                                                                 | Felipe V (1700-1724) (1724-1746)                              |
| 18 de octubre de 1711    | Marquesado de Villa Hermosa de Alfaro                                                                                | Jerónimo de Soria y Velázquez, oidor decano de la Real Audiencia de México | Fernando de Alencastre Noroña y Silva (35.º, 1710-1716) | Felipe V (1700-1724) (1724-1746)                              |
| 11 de marzo de 1712      | Condado de Cadena | Bartolomé Flon y Moral | Fernando de Alencastre Noroña y Silva (35.º, 1710-1716) | Felipe V (1700-1724) (1724-1746)                              |
| 20 de junio de 1713      | Marquesado de Villamediana                                                                                           | Sebastián Antonio Rodríguez de Madrid y Mediavilla del Corral y Ruiz, caballero de la Orden de Santiago, capitán general de Chile                                                                          | Fernando de Alencastre Noroña y Silva (35.º, 1710-1716) | Felipe V (1700-1724) (1724-1746)                              |
| 19 de agosto de 1721     | Condado de Casa Bayona                                                                                               | José Bayona y Chacón Fernández de Córdoba y Castellón, alférez y alcalde mayor de La Habana | Baltasar de Zúñiga y Guzmán (36.º, 1716-1722) | Felipe V (1700-1724) (1724-1746)                              |
| 13 de agosto de 1722     | Condado de Valle de Oploca                                                                                           | Diego de Arce y Chacón, alcalde ordinario de la Ciudad de México | Baltasar de Zúñiga y Guzmán (36.º, 1716-1722) | Felipe V (1700-1724) (1724-1746)                              |
| 14 de agosto de 1727     | Condado de San Mateo de Valparaíso                                                                                   | Fernando Antonio de la Campa y Cos y de Cos, coronel, caballero de la Orden de Alcántara, alcalde de Zacatecas                                                                                             | Juan de Acuña y Bejarano (37.º, 1722-1734) | Felipe V (1700-1724) (1724-1746)                              |
| 18 de septiembre de 1727 | Marquesado de Castillo de Aysa                                                                                       | Francisco de Aysa y Gracián, señor de la Casa de Aysa | Juan de Acuña y Bejarano (37.º, 1722-1734) | Felipe V (1700-1724) (1724-1746)                              |
| 18 de noviembre de 1728  | Marquesado de Acapulco                                                                                               | Gonzalo José Mesía de la Cerda y Valdivia, caballero de la Orden de Santiago | Juan de Acuña y Bejarano (37.º, 1722-1734) | Felipe V (1700-1724) (1724-1746)                              |
| 19 de noviembre de 1728  | Condado de Santiago de la Laguna                                                                                     | José de Urquiola, coronel, alcalde ordinario de Zacatecas | Juan de Acuña y Bejarano (37.º, 1722-1734) | Felipe V (1700-1724) (1724-1746)                              |
| 20 de diciembre de 1730  | Marquesado de San Clemente                                                                                           | Francisco Matías de Busto y Moya Muñoz de Jerez y Monroy, caballero de la Orden de Calatrava, regidor y alcalde de Santa Fe en Guanajuato                                                                  | Juan de Acuña y Bejarano (37.º, 1722-1734) | Felipe V (1700-1724) (1724-1746)                              |
| 19 de abril de 1731      | Marquesado de San Juan                                                                                               | | Juan de Acuña y Bejarano (37.º, 1722-1734) | Felipe V (1700-1724) (1724-1746)                              |
| 20 de octubre de 1733    | Marquesado de las Salinas                                                                                            | Juan Manuel Pérez de Tagle y Gómez de la Sierra, caballero de la Orden de Calatrava, general del galeón de Acapulco                                                                                        | Juan de Acuña y Bejarano (37.º, 1722-1734) | Felipe V (1700-1724) (1724-1746)                              |
| 15 de septiembre de 1734 | Condado de San Pedro de Ruiseñada (antes de San Pedro del Álamo)                                                     | Francisco de Valdivieso y Mier, mariscal de campo | Juan Antonio Vizarrón y Eguiarreta (38.º, 1734-1740) | Felipe V (1700-1724) (1724-1746)                              |
| 14 de noviembre de 1735  | Marquesado de Valle Ameno                                                                                            | Agustín Moreno y Ruiz de Castro Beltrán y Cerrato, coronel | Juan Antonio Vizarrón y Eguiarreta (38.º, 1734-1740) | Felipe V (1700-1724) (1724-1746)                              |
| 8 de julio de 1749       | Condado de San Bartolomé de Jala                                                                                     | Manuel Rodríguez de Caraza y Sáenz de Pedroso, capitán, caballero de la Orden de Santiago | Juan Francisco de Güemes y Horcasitas (41.º, 1746-1755) | Fernando VI (1746-1759)                                       |
| 11 de septiembre de 1749 | Condado de Revilla Gigedo (Grande de España)                                                                         | Juan Francisco de Güemes y Horcasitas, caballero de la Orden de Santiago, virrey de la Nueva España. Se le concedió la grandeza en el año de 1803 al tercer conde por el rey Carlos IV                     | Juan Francisco de Güemes y Horcasitas (41.º, 1746-1755) | Fernando VI (1746-1759)                                       |
| 23 de octubre de 1749    | Condado de Sierra Gorda                                                                                              | José de Escandón y de la Helguera, coronel, caballero de la Orden de Santiago, gobernador del Nuevo Santander.                                                                                             | Juan Francisco de Güemes y Horcasitas (41.º, 1746-1755) | Fernando VI (1746-1759)                                       |
| 2 de diciembre de 1753   | Condado de Casa de Loja                                                                                              | Francisco José de Landaeta y Urtusáustegui, alférez real de San Miguel el Grande | Juan Francisco de Güemes y Horcasitas (41.º, 1746-1755) | Fernando VI (1746-1759)                                       |
| 14 de julio de 1764      | Marquesado de Rivascacho                                                                                             | Manuel de Rivas Cacho Vega y Herrera, general | Joaquín Juan de Montserrat y Cruïlles (44.º, 1760-1766) | Carlos III (1759-1788)                                        |
| 26 de enero de 1768      | Condado de Guadalupe del Peñasco (antes de Nuestra Señora de Guadalupe del Peñasco)                                  | Francisco Javier de Mora y Luna Gorrea y Gama, coronel de Dragones de las Milicias Provinciales | Carlos Francisco de Croix (45.º, 1766-1771) | Carlos III (1759-1788)                                        |
| 7 de diciembre de 1768   | Condado de Regla (antes de Santa María de Regla)                                                                     | Pedro Romero de Terreros y Ochoa de Castilla, caballero de la Orden de Calatrava, alcalde de Querétaro | Carlos Francisco de Croix (45.º, 1766-1771) | Carlos III (1759-1788)                                        |
| 11 de febrero de 1772    | Marquesado de Pánuco                                                                                                 | Francisco Javier de Vizcarra y Moreno, fundador de Rosario en Sinaloa y propietario de las minas del Real de Pánuco                                                                                        | Antonio María de Bucareli y Ursúa (46.º, 1771-1779) | Carlos III (1759-1788)                                        |
| 8 de marzo de 1772       | Marquesado de Castañiza                                                                                              | Juan de Castañiza y Larrea | Antonio María de Bucareli y Ursúa (46.º, 1771-1779) | Carlos III (1759-1788)                                        |
| 27 de agosto de 1772     | Marquesado del Apartado                                                                                              | Francisco Manuel Cayetano de Fagoaga y Arozqueta, caballero de la Orden de Santiago | Antonio María de Bucareli y Ursúa (46.º, 1771-1779) | Carlos III (1759-1788)                                        |
| 27 de agosto de 1772     | Marquesado de Prado Alegre                                                                                           | Francisco Marcelo de Pablo Fernández de Tejada y Arteaga, caballero de la Orden de Calatrava, regidor y alcalde de la Ciudad de México                                                                     | Antonio María de Bucareli y Ursúa (46.º, 1771-1779) | Carlos III (1759-1788)                                        |
| 21 de diciembre de 1773  | Condado de la Torre de Cossío                                                                                        | Juan Manuel González de Cossío y de la Herrán, coronel, caballero de la Orden de Calatrava | Antonio María de Bucareli y Ursúa (46.º, 1771-1779) | Carlos III (1759-1788)                                        |
| 15 de julio de 1774      | Marquesado de San Juan de Rayas                                                                                      | Vicente Manuel de Sardaneta-Legazpi y Ojeda, caballero de la Orden de Carlos III | Antonio María de Bucareli y Ursúa (46.º, 1771-1779) | Carlos III (1759-1788)                                        |
| 18 de octubre de 1774    | Condado de Rávago | Domingo de Rábago y Gutiérrez de Cossío y Cossío | Antonio María de Bucareli y Ursúa (46.º, 1771-1779) | Carlos III (1759-1788)                                        |
| 18 de diciembre de 1774  | Marquesado de Jaral de Berrio                                                                                        | Miguel de Berrio y Zaldívar, caballero de la Orden de Santiago. | Antonio María de Bucareli y Ursúa (46.º, 1771-1779) | Carlos III (1759-1788)                                        |
| 3 de febrero de 1775     | Condado de Presa de Jalpa                                                                                            | Rafael Monterde-Antillón y González del Pinal Lazo-Nacarino y Alarcón, capitán del regimiento provincial de milicias de México                                                                             | Antonio María de Bucareli y Ursúa (46.º, 1771-1779) | Carlos III (1759-1788)                                        |
| 6 de octubre de 1775     | Condado de Tepa | Francisco Leandro de Viana y Sáenz de Villaverde Pérez de Santa María y Martínez del Campo, caballero de la Orden de Calatrava, oidor de la Real Audiencia de México                                       | Antonio María de Bucareli y Ursúa (46.º, 1771-1779) | Carlos III (1759-1788)                                        |
| 11 de junio de 1776      | Condado del Valle de Súchil                                                                                          | José Ignacio del Campo y Soberón Castaños y Larrea, teniente de gobernador de la Nueva Vizcaya | Antonio María de Bucareli y Ursúa (46.º, 1771-1779) | Carlos III (1759-1788)                                        |
| 13 de marzo de 1777      | Marquesado de San Cristóbal                                                                                          | teniente de fragata don José María Romero de Terreros y Trebuesto Ochoa de Castilla y Dávalos, caballero de la orden de Santiago, mayordomo de semana de Carlos III                                        | Antonio María de Bucareli y Ursúa (46.º, 1771-1779) | Carlos III (1759-1788)                                        |
| 13 de marzo de 1777      | Marquesado de San Francisco                                                                                          | Francisco Javier Romero de Terreros y Trebuesto Ochoa de Castilla y Dávalos, caballero de la Orden de Calatrava                                                                                            | Antonio María de Bucareli y Ursúa (46.º, 1771-1779) | Carlos III (1759-1788)                                        |
| 14 de agosto de 1777     | Condado de Casa Fiel                                                                                                 | Francisco Javier de Aristorena-Lanz y Sánchez Elvetea y Castañeda, teniente de capitán general, alcalde mayor de las Reales Salinas de Santa María del Peñón Blanco                                        | Antonio María de Bucareli y Ursúa (46.º, 1771-1779) | Carlos III (1759-1788)                                        |
| 18 de septiembre de 1777 | Marquesado de Ciria                                                                                                  | José Pedro de Luna Gorráez-Beaumont y Hurtado de Mendoza, mariscal de Castilla, alcalde de la Ciudad de México                                                                                             | Antonio María de Bucareli y Ursúa (46.º, 1771-1779) | Carlos III (1759-1788)                                        |
| 18 de enero de 1778      | Marquesado de Selva Nevada                                                                                           | Manuel Rodríguez de Pinillos y López-Montero | Antonio María de Bucareli y Ursúa (46.º, 1771-1779) | Carlos III (1759-1788)                                        |
| 16 de noviembre de 1778  | Condado de Medina y Torres                                                                                           | Juan María de Medina y Torres, caballero de la Orden de Alcántara, tesorero de la Real Casa de Moneda de México                                                                                            | Antonio María de Bucareli y Ursúa (46.º, 1771-1779) | Carlos III (1759-1788)                                        |
| 20 de marzo de 1780      | Condado de Valenciana                                                                                                | Antonio de Obregón y Alcocer, regidor y justicia mayor de Guanajuato | Martín de Mayorga (47.º, 1779-1783) | Carlos III (1759-1788)                                        |
| 15 de enero de 1783      | Condado de Cortina                                                                                                   | Servando José Gómez de la Cortina y García de la Cortina, coronel, caballero de la Orden de Santiago | Martín de Mayorga (47.º, 1779-1783) | Carlos III (1759-1788)                                        |
| 20 de mayo de 1783       | Condado de Gálvez | Bernardo de Gálvez y Madrid, caballero de la Orden de Carlos III, virrey de la Nueva España | Matías de Gálvez y Gallardo (48.º, 1783-1784) | Carlos III (1759-1788)                                        |
| 29 de junio de 1784      | Baronía de Santa Cruz de San Carlos                                                                                  | Guillermo de Caserta y Daens-Stuart, gobernador del Valle de México | Matías de Gálvez y Gallardo (48.º, 1783-1784) | Carlos III (1759-1788)                                        |
| 13 de abril de 1785      | Marquesado de Real de Mezquital                                                                                      | Pablo García Daens y Stuart, regidor perpetuo y honorario de Guadalajara | Bernardo de Gálvez y Madrid (49.º, 1785-1786) | Carlos III (1759-1788)                                        |
| 9 de octubre de 1785     | Marquesado de Sonora                                                                                                 | José de Gálvez y Gallardo, visitador de la Nueva España | Bernardo de Gálvez y Madrid (49.º, 1785-1786) | Carlos III (1759-1788)                                        |
| 16 de marzo de 1786      | Marquesado de Campo Santo                                                                                            | Fernando de la Torre y Solís Carbonera y Federighi, capitán general de Granada | Bernardo de Gálvez y Madrid (49.º, 1785-1786) | Carlos III (1759-1788)                                        |
| 22 de agosto de 1788     | Marquesado de San Román de Ayala (antes de San Jorge)                                                                | Domingo de Retes y Largacha, primera concesión por Carlos II. Más tarde, bajo la denominación actual (Carlos IV), fue concedido a doña María Guadalupe de Moncada y Berrio                                 | Manuel Antonio Flores Maldonado (51.º, 1787-1789) | Carlos III (1759-1788)                                        |
| 5 de septiembre de 1790  | Condado de Casa Flórez                                                                                               | José Flórez y Pereira en nombre de su padre el virrey don Manuel Flórez, capitán general de la Armada | Juan Vicente de Güemes Pacheco y Padilla (52.º, 1789-1794) | Carlos IV (1788-1808)                                         |
| 9 de noviembre de 1790   | Marquesado de Herrera                                                                                                | Vicente Herrera y Rivero, Ministro del Real y Supremo Consejo de Indias | Juan Vicente de Güemes Pacheco y Padilla (52.º, 1789-1794) | Carlos IV (1788-1808)                                         |
| 17 de octubre de 1791    | Marquesado de Vivanco                                                                                                | Antonio de Vivanco, militar y empresario minero | Juan Vicente de Güemes Pacheco y Padilla (52.º, 1789-1794) | Carlos IV (1788-1808)                                         |
| 10 de julio de 1792      | Marquesado de Santa Cruz de Inguanzo                                                                                 | Pedro Alonso y Allés | Juan Vicente de Güemes Pacheco y Padilla (52.º, 1789-1794) | Carlos IV (1788-1808)                                         |
| 7 de julio de 1797       | Condado de Alcaraz                                                                                                   | José Rengel de Alcaraz y Páez | Miguel de la Grúa Talamanca (53.º, 1794-1798) | Carlos IV (1788-1808)                                         |
| 7 de mayo de 1798        | Marquesado de Guanajuato                                                                                             | Cristóbal de Siles | Miguel de la Grúa Talamanca (54.º, 1794-1798) | Carlos IV (1788-1808)                                         |
| 26 de agosto de 1804     | Condado de Casa Rul                                                                                                  | Diego Rul y Calero | José de Iturrigaray Aróstegui (56.º, 1803-1808) | Carlos IV (1788-1808)                                         |
| 5 de diciembre de 1805   | Condado de Pérez Gálvez                                                                                              | | José de Iturrigaray Aróstegui (56.º, 1803-1808) | Carlos IV (1788-1808)                                         |
| ?                        | Marquesado de Villafont                                                                                              | ? | ? |                                                               |
| 11 de marzo de 1810      | Marquesado de Guadalupe Gallardo                                                                                     | Manuel José Rincón-Gallardo y Berrio, coronel del Regimiento de Dragones Provinciales de San Luis de Potosí.                                                                                               | Francisco Javier de Lizana y Beaumont (58.º, 1809-1810) | Fernando VII (19-III /6-V-1808) (11-8-1808 o 11-12-1813-1833) |
| 27 de enero de 1811      | Condado de Heras Soto                                                                                                | Sebastián de Heras y Soto | Francisco Javier Venegas y Saavedra (59.º, 1810-1813) | Fernando VII (19-III /6-V-1808) (11-8-1808 o 11-12-1813-1833) |
| 1 de mayo de 1811        | Condado de Basoco | Antonio Basoco y Castañiza Laiseca y Larrea, caballero de la Orden de Carlos III | Francisco Javier Venegas y Saavedra (59.º, 1810-1813) | Fernando VII (19-III /6-V-1808) (11-8-1808 o 11-12-1813-1833) |
| 9 de junio de 1811       | Condado de Casa de Ágreda                                                                                            | Diego de Ágreda de Tejada Martínez-Cabezón Sainz y Moreno | Francisco Javier Venegas y Saavedra (59.º, 1810-1813) | Fernando VII (19-III /6-V-1808) (11-8-1808 o 11-12-1813-1833) |
| 21 de diciembre de 1816  | Marquesado de Reunión de la Nueva España                                                                             | Francisco Xavier Venegas de Saavedra, virrey de la Nueva España | Juan José Ruiz de Apodaca y Eliza (61.º, 1816-1821) | Fernando VII (19-III /6-V-1808) (11-8-1808 o 11-12-1813-1833) |
| 5 de abril de 1818       | Marquesado de Casa Ramos de la Fidelidad                                                                             | José Antonio Ramos, oidor de la Real Audiencia de México | Juan José Ruiz de Apodaca y Eliza (61.º, 1816-1821) | Fernando VII (19-III /6-V-1808) (11-8-1808 o 11-12-1813-1833) |
| 8 de agosto de 1818      | Condado de Venadito                                                                                                  | Juan Ruiz de Apodaca, virrey de la Nueva España | Juan José Ruiz de Apodaca y Eliza (61.º, 1816-1821) | Fernando VII (19-III /6-V-1808) (11-8-1808 o 11-12-1813-1833) |
| 13 de agosto de 1818     | Condado de Calderón                                                                                                  | Félix María Calleja del Rey, virrey de la Nueva España | Juan José Ruiz de Apodaca y Eliza (61.º, 1816-1821) | Fernando VII (19-III /6-V-1808) (11-8-1808 o 11-12-1813-1833) |
| 26 de octubre de 1821    | Condado de Samaniego del Castillo                                                                                    | Manuel Samaniego del Castillo | Después de la Independencia, estrictamente no son títulos novohispanos, pero sí concedidos por reyes españoles a originarios y vecinos del México independiente | Fernando VII (19-III /6-V-1808) (11-8-1808 o 11-12-1813-1833) |
| 19 de enero de 1849      | Marquesado de Morante                                                                                                | Joaquín Gómez de la Cortina y Gómez de la Cortina, caballero de la Orden de Santiago, rector de la Universidad de Alcalá de Henares                                                                        | Después de la Independencia, estrictamente no son títulos novohispanos, pero sí concedidos por reyes españoles a originarios y vecinos del México independiente | Isabel II (1833-1868)                                         |
| 28 de octubre de 1859    | Ducado de Regla (Grande de España)                                                                                   | Juan Nepomuceno Romero de Terreros y Villar-Villamil, IV conde de Regla, marqués de San Cristóbal, de San Francisco y de Villahermosa de Alfaro, caballero de la Orden de Santiago, maestrante de Sevilla  | Después de la Independencia, estrictamente no son títulos novohispanos, pero sí concedidos por reyes españoles a originarios y vecinos del México independiente | Isabel II (1833-1868)                                         |
| 11 de octubre de 1865    | Ducado de Moctezuma de Tultengo (Grande de España) (Se trata de una elevación del condado de Moctezuma, ya expuesto) | | Después de la Independencia, estrictamente no son títulos novohispanos, pero sí concedidos por reyes españoles a originarios y vecinos del México independiente | Isabel II (1833-1868)                                         |
| 10 de octubre de 1905    | Condado de Consuegra                                                                                                 | Ventura García-Sancho Ibarrondo, senador del Reino | Después de la Independencia, estrictamente no son títulos novohispanos, pero sí concedidos por reyes españoles a originarios y vecinos del México independiente | Alfonso XIII (1886-1931)                                      |

### Algunos escudos de armas de la antigua nobleza novohispana

Marquesado del Valle de Oaxaca
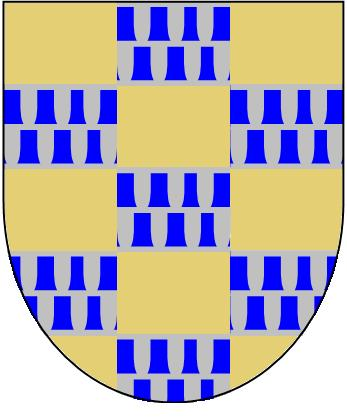
Condado de Castilnovo
Condado de Santiago de Calimaya
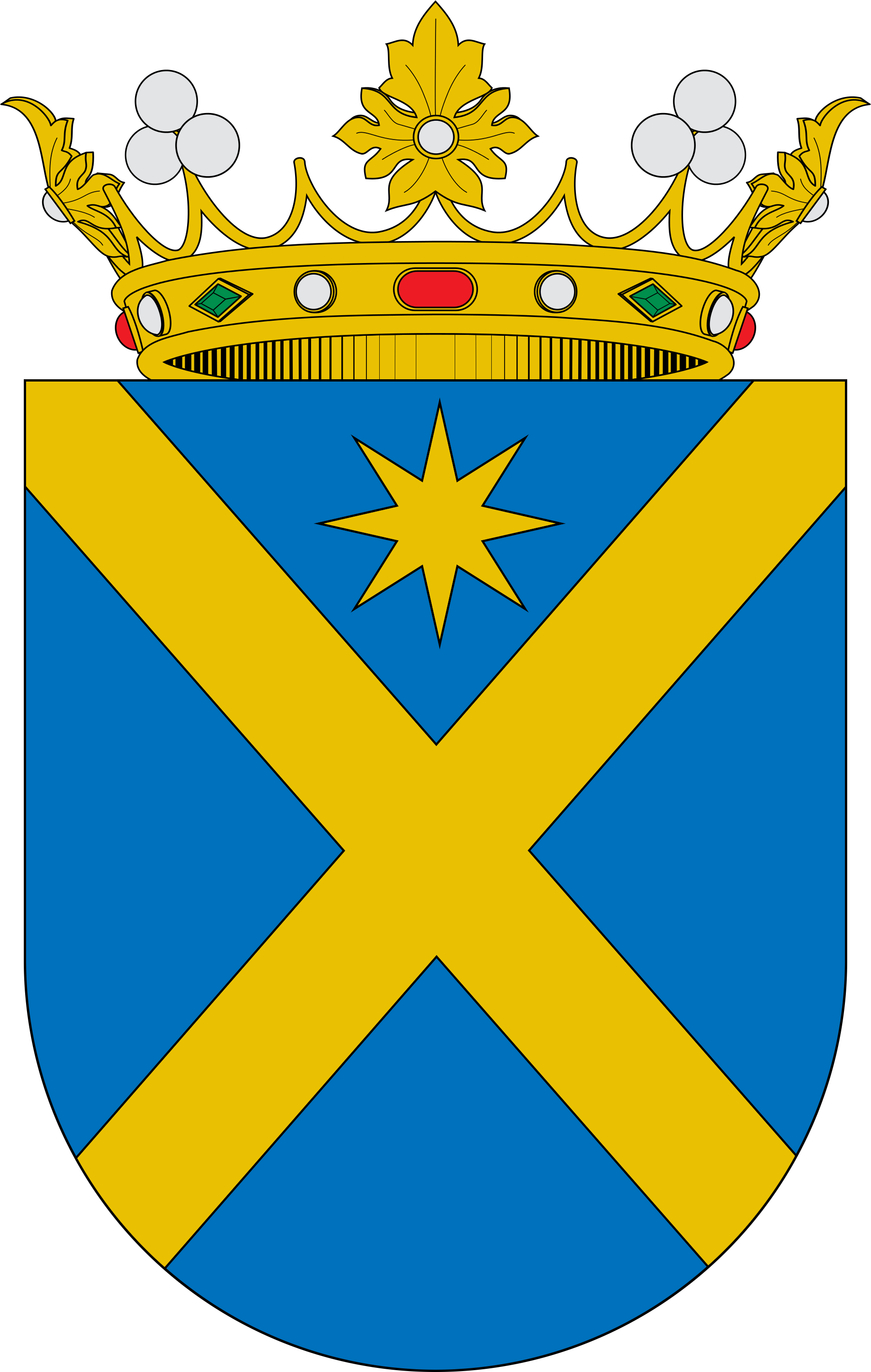
Marquesado de San Miguel de Aguayo
Condado de Miravalle
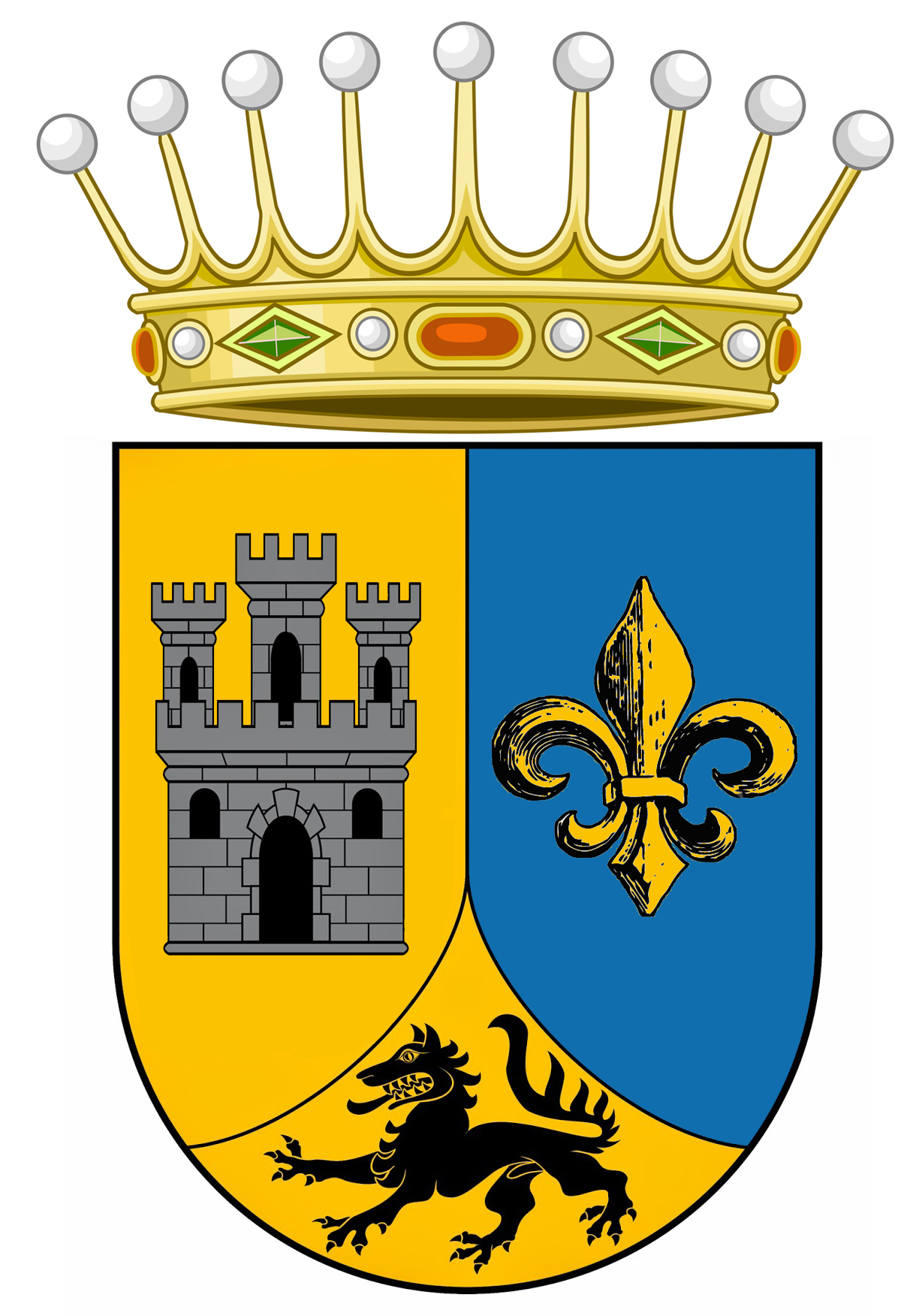
Condado de Guadalupe del Peñasco
Condado del Valle de Súchil
Ducado de Regla
Condado de Santiago de la Laguna
Condado de Revilla Gigedo
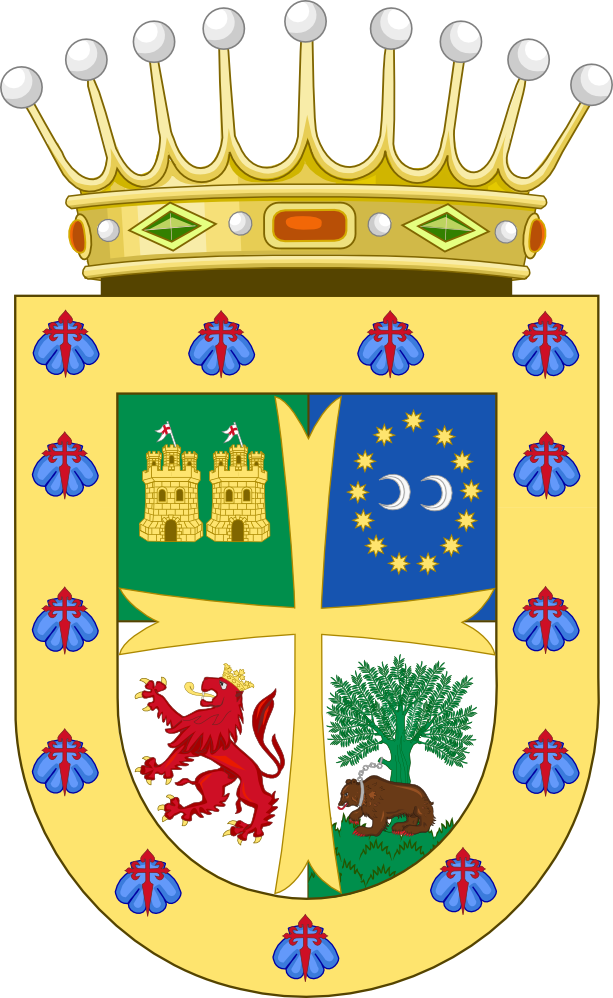
Condado de Consuegra